# HD 34538
HD 34538，又名BD-13 1116，SAO 150304、HR 1737，是一颗恒星，视星等为5.5，位于銀經214.97，銀緯-26.8，其B1900.0坐标为赤經5h 13m 4.6s，赤緯-13° -26.8′ 35″。